# Suarius iranensis
Suarius iranensis là một loài côn trùng trong họ Chrysopidae thuộc bộ Neuroptera. Loài này được Hölzel miêu tả năm 1974.